# Henry Rotich
Henry K. Rotich (né en 1969 dans la province de la vallée du Rift), est un homme politique kenyan. Entre 2013 et 2020, il est ministre des Finances du Kenya.

## Biographie
Il nait en 1969 dans le village de Kaptich dans la province de la vallée du Rift et, actuellement, dans le comté de Uasin Gishu. Il est le quatrième enfant de Kimatui and Pauline Rotich.

### Carrière
En mars 2006, il obtient le poste de directeur du département de macroéconomie (MAFISD) au ministère des Finances.
Le 23 avril 2013, il est nommé par le président Uhuru Kenyatta au poste de ministre des Finances. Il prête serment devant l'Assemblée nationale le 15 mai 2013.

### Vie privée
Marié, il est père de deux fils.